# Pieni Pesiöjärvi
Pieni Pesiöjärvi eller Pieni Pesiö är en sjö i Finland. Den ligger i kommunen Suomussalmi i landskapet Kajanaland, i den centrala delen av landet, 600 km norr om huvudstaden Helsingfors. Pieni Pesiöjärvi ligger 213,9 meter över havet. Den är 10 meter djup. Arean är 1,37 kvadratkilometer och strandlinjen är 10,38 kilometer lång. Sjön  ingår i Uleälvens huvudavrinningsområde.   Den ligger vid sjön Pesiöjärvi.